# 141A
141A – wagony osobowe drugiej klasy jeżdżące w składach PKP Intercity. Posiadają standardowe malowanie wagonu klasy drugiej w wersji dla TLK lub EIC.
Jest to wersja rozwojowa najpopularniejszego typu wagonów używanych przez PKP IC w pociągach TLK oraz Ekspres Intercity jakim jest 111A. Wagony 141A produkowano w latach 1989−1992 w poznańskich zakładach HCP.

## Dane techniczne
- Oznaczenie literowe: B10nouz
- Producent: HCP Poznań

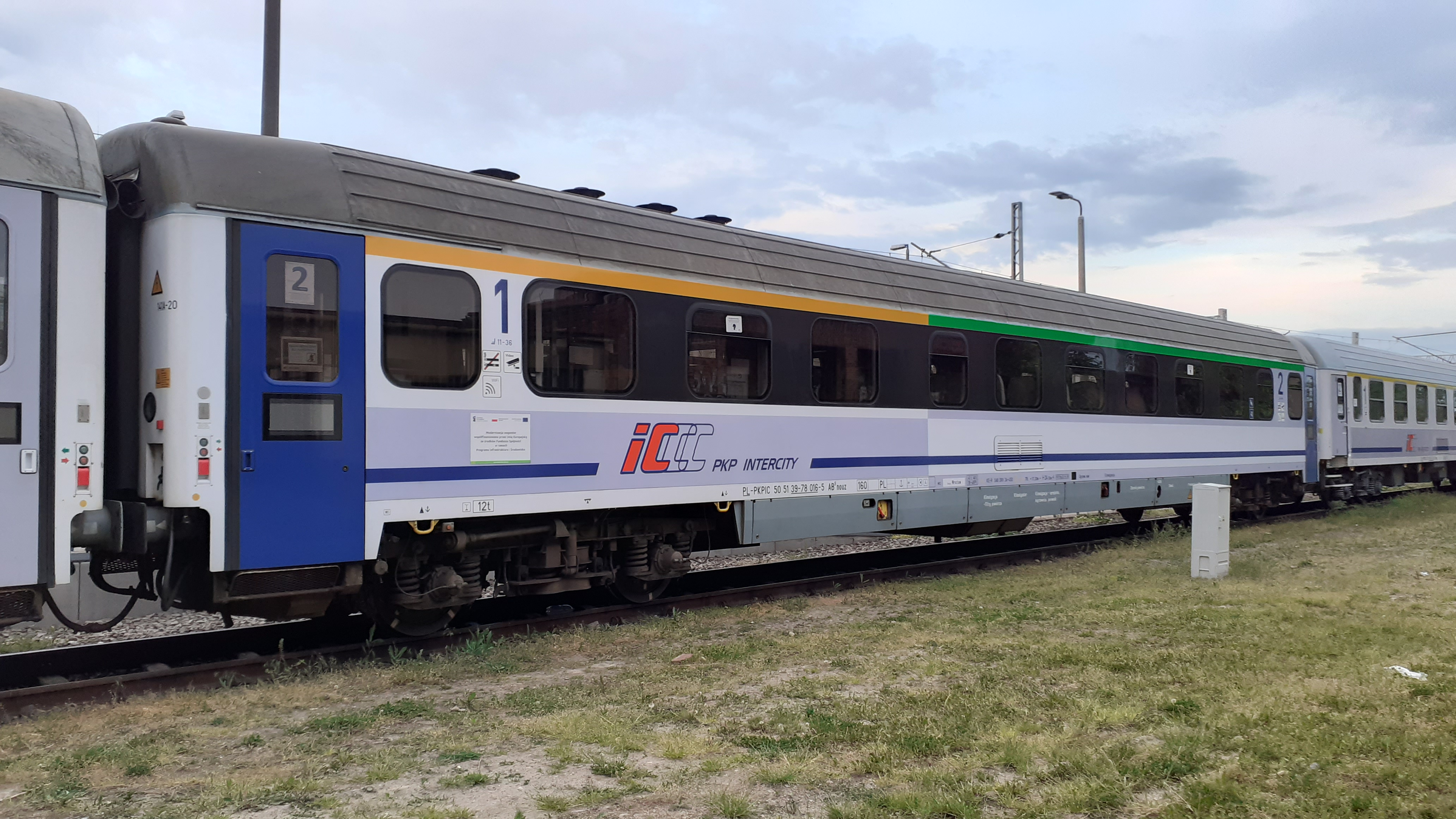
Wagon odmiany 141A-20 z przedziałami 1 i 2 klasy w barwach PKP Intercity

- Długość całkowita (ze zderzakami): 24,50 m
- Masa służbowa: 38,00 t
- Prędkość: 160 km/h
- Organizacja wnętrza: przedziałowy, 10 przedziałów po 6 miejsc w wersjach po modernizacji, zaś w oryginale 10 przedziałów po 8 miejsc
- Liczba miejsc siedzących: 60\80
- Wózki: 4ANc
- Hamulec: Oerlikon (O-R), klockowy
- Ogrzewanie: nawiewne
- Drzwi: skrzydłowo-łamane
- Drzwi czołowe: napęd pneumatyczny
- Lata produkcji: 1989–1992
- Liczba dostarczonych egzemplarzy: 200